# スターダスト・ランデヴー井上陽水・安全地帯LIVE AT 神宮
『スターダスト・ランデヴー井上陽水・安全地帯 LIVE AT 神宮』(スターダスト・ランデヴーいのうえようすい・あんぜんちたい・ライブ・アット・じんぐう)は、日本のロックバンド安全地帯のライブ・アルバム。
2000年にDVDで発売したライブ・ビデオ『STARDUST RENDEZ-VOUS スターダスト・ランデブー 井上陽水・安全地帯 LIVE at 神宮球場』についても、本項で記載する。

## 解説
ライブ・アルバムとしては、前作『ENDLESS』より、約1年振りとなる。
井上陽水とのジョイントコンサートで行ったライブの音源を収録している。
LPとCDで収録曲が異なり、発売元のレコード会社も異なっている。

## 収録曲

### LP
A面
1. 青空
  - 作詞: 松井五郎／作曲: 玉置浩二
2. デリカシー
  - 作詞: 松井五郎／作曲: 玉置浩二
3. エクスタシー
  - 作詞: 松井五郎／作曲: 玉置浩二
4. プルシアンブルーの肖像
  - 作詞: 松井五郎／作曲: 玉置浩二
5. 帰れない二人
  - 作詞・作曲: 井上陽水・忌野清志郎

B面
1. 夕立
  - 作詞・作曲: 井上陽水
2. ジェニー My Love
  - 作詞・作曲: 井上陽水
3. 夢の中へ
  - 作詞・作曲: 井上陽水
4. 飾りじゃないのよ涙は
  - 作詞・作曲: 井上陽水
5. 夏の終りのハーモニー
  - 作詞: 井上陽水／作曲: 玉置浩二

### CD
1. 青空
2. デリカシー
3. エクスタシー
4. プルシアンブルーの肖像
5. 帰れない二人
6. 夕立
7. リバーサイドホテル
  - 作詞・作曲: 井上陽水
8. ジェニー My Love
9. 夏星屑
  - 作詞・作曲: 井上陽水
10. 夢の中へ
11. 飾りじゃないのよ涙は
12. 夏の終りのハーモニー

## STARDUST RENDEZ-VOUS スターダスト・ランデブー 井上陽水・安全地帯 LIVE at 神宮球場
『STARDUST RENDEZ-VOUS スターダスト・ランデブー 井上陽水・安全地帯 LIVE at 神宮球場』(スター・ダスト・ランデブー・いのうえようすい・あんぜんちたい・ライブ・アット・じんぐうきゅうじょう)は日本のロックバンド安全地帯が井上陽水と共にジョイントで行ったライブ及び、発売したライブ・ビデオ。

### 解説
『安全地帯ライヴ'84サマーツアーより We're ALIVE』、『ONE NIGHT THEATER 横浜スタジアム・ライブ1985』、『To me 安全地帯LIVE』、『安全地帯ドキュメント I LOVE YOUからはじめよう 日本武道館ライブ』、『安全地帯アンプラグド・ライヴ!』、『安全地帯ベスト』との同時発売となっている。
ライブ・アルバムの収録曲と同じ楽曲が収録されているものもあるが、一部は曲順や楽曲が異なっている。

### セットリスト
1. 青空
2. エクスタシー
3. プルシアンブルーの肖像
4. ミスキャスト
5. ワインレッドの心
6. 帰れない二人
7. 夕立
8. ジェニー My Love
9. 夢の中へ
10. 飾りじゃないのよ涙は
11. 夏の終りのハーモニー